# Taniec oryginalny

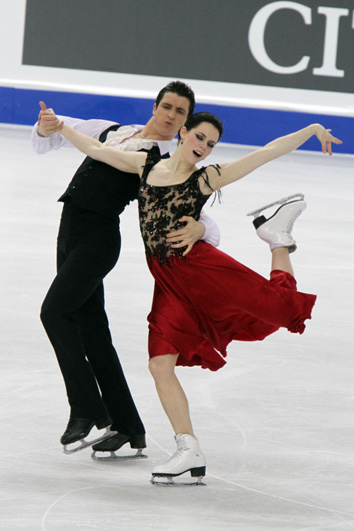
Tessa Virtue i Scott Moir (CAN) podczas flamenco na mistrzostwach świata 2010, które jest historycznym rekordem świata w tańcu oryginalnym

Taniec oryginalny (ang. Original dance, OD) – drugi z trzech segmentów zawodów łyżwiarskich w konkurencji par tanecznych do sezonu 2009/2010. Para taneczna wykonywała taniec z dowolnie stworzoną choreografią do muzyki spełniającej wymagania rytmów i rodzaju muzyki ustalonej przez Międzynarodową Unię Łyżwiarską (ISU) przed danym sezonem. Taniec oryginalny miał limit czasu wynoszący 2,5 minuty i był wart 30% całkowitej noty łącznej.
Taniec oryginalny (OD) był wykonywany przez pary taneczne po tańcu obowiązkowym (CD), a przed tańcem dowolnym (FD) do końca sezonu 2009/2010. Zgodnie z decyzją kongresu ISU z czerwca 2010, taniec oryginalny wraz z tańcem obowiązkowym zostały połączone w taniec krótki.
Historyczny rekord w tańcu oryginalnym w kategorii seniorów, 70,27 pkt, należy do kanadyjskiej pary tanecznej Tessa Virtue / Scott Moir i został przez nią ustanowiony 25 marca 2010 roku na mistrzostwach świata w Turynie. Z kolei w kategorii juniorów, historyczny rekord w tym segmencie wynosi 59,94 pkt i ustanowiła go rosyjska pary Jelena Iljinych / Nikita Kacałapow 11 marca 2010 roku na mistrzostwach świata juniorów w Hadze.

## Motywy w kolejnych sezonach

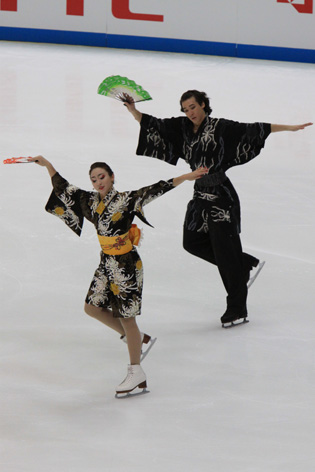
Folk – NHK Trophy 2009 (Reed / Reed)

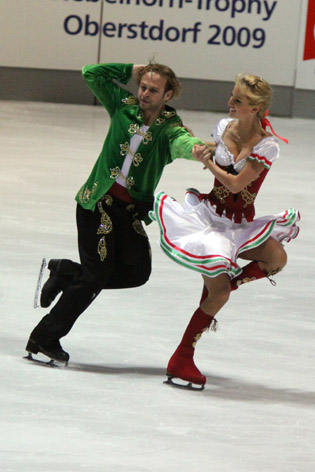
Folk – Nebelhorn Trophy 2009 (Hoffmann / Zavozin)

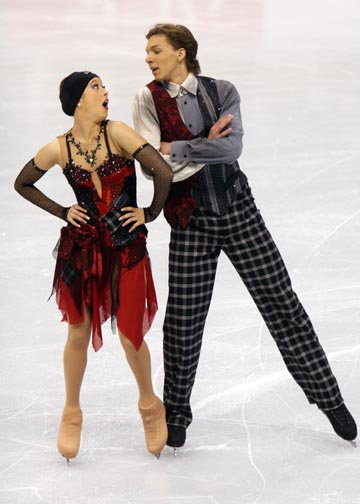
Rytmy lat 20., 30. i 40. – Skate Canada International 2008 (Bobrowa / Sołowjow)

### Kategoria seniorów
| Sezon   | Rytmy                                                             |
| ------- | ----------------------------------------------------------------- |
| 2009–10 | Folk, country                                                     |
| 2008–09 | Rytmy lat 20., 30. i 40.                                          |
| 2007–08 | Folk, country                                                     |
| 2006–07 | Tango                                                             |
| 2005–06 | Rytmy latynoamerykańskie: merengue, cha-cha, samba, mambo, rumba  |
| 2004–05 | Fokstrot, quickstep, charleston                                   |
| 2003–04 | Swing Combo: jive, boogie-woogie, jitterbug, rock and roll, blues |
| 2002–03 | Walc, polka, marsz, galop                                         |
| 2001–02 | Tango, flamenco, paso doble, walc hiszpański                      |
| 2000–01 | Charleston, fokstrot, quickstep, marsz                            |
| 1999–00 | Rytmy latynoamerykańskie: merengue, cha-cha, samba, mambo, rumba  |
| 1998–99 | Walc                                                              |
| 1997–98 | Jive                                                              |
| 1996–97 | Tango                                                             |
| 1995–96 | Paso doble                                                        |
| 1994–95 | Quickstep                                                         |
| 1993–94 | Rumba                                                             |
| 1992–93 | Walc wiedeński                                                    |
| 1991–92 | Polka                                                             |
| 1990–91 | Blues                                                             |
| 1989–90 | Samba                                                             |
| 1988–89 | Charleston                                                        |
| 1987–88 | Tango                                                             |
| 1986–97 | Walc wiedeński                                                    |
| 1985–86 | Polka                                                             |
| 1984–85 | Quickstep                                                         |
| 1983–84 | Paso doble                                                        |
| 1982–83 | Rock and roll                                                     |
| 1981–82 | Blues                                                             |
| 1980–81 | Cha-cha                                                           |
| 1979–80 | Fokstrot                                                          |
| 1978–79 | Walc                                                              |
| 1977–78 | Paso doble                                                        |
| 1976–77 | Marsz                                                             |
| 1975–76 | Rumba                                                             |
| 1974–75 | Blues                                                             |
| 1973–74 | Tango                                                             |
| 1972–73 | Walc                                                              |
| 1971–72 | Samba                                                             |
| 1970–71 | Para wybierała rytm samodzielnie.                                 |
| 1969–70 | Para wybierała rytm samodzielnie.                                 |
| 1968–69 | Para wybierała rytm samodzielnie.                                 |

### Kategoria juniorów

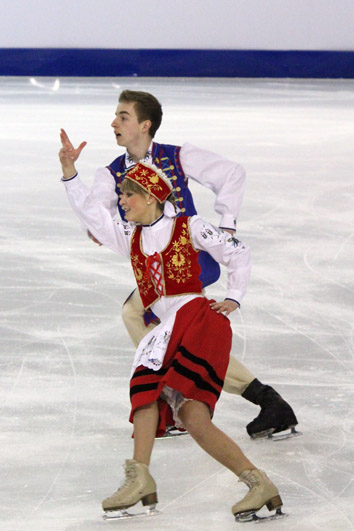
Folk – mistrzostwa świata juniorów 2010 (Plutowska / Pietrzyński)

| Sezon   | Rytmy                                                                |
| ------- | -------------------------------------------------------------------- |
| 2009–10 | Folk, country                                                        |
| 2008–09 | Rytmy lat 20., 30. i 40.                                             |
| 2007–08 | Folk, country                                                        |
| 2006–07 | Tango                                                                |
| 2005–06 | Rytmy latynoamerykańskie: merengue, cha-cha, samba, mambo, rumba     |
| 2004–05 | Fokstrot, quickstep, charleston                                      |
| 2003–04 | Jazz Era Combo: jive, boogie-woogie, jitterbug, rock and roll, blues |
| 2002–03 | Walc, polka, marsz, galop                                            |
| 2001–02 | Tango, flamenco, paso doble, walc hiszpański                         |
| 2000–01 | Charleston, fokstrot, quickstep, marsz                               |
| 1999–00 | Rytmy latynoamerykańskie: merengue, cha-cha, samba, mambo, rumba     |